# Dodo Roscic
Dodo Roscic, de son vrai nom Doroteja Roščić (née le 11 septembre 1972 à Belgrade) est une animatrice de télévision autrichienne.

## Biographie
Roscic grandit à Linz. Elle s'installe à Vienne en 1991 et fait des études de germanistique et de littérature. En 1997, elle commence une carrière journalistique sur Wien 1 puis intègre l'ÖRF l'année suivante, où son frère Bogdan travaille pour Ö3.
En 2000 et 2001, elle travaille pour la télévision, des émissions de télé-réalité comme Taxi Orange.
En 1999, 2000 et de 2002 à 2005, elle présente le vote de l'Autriche pour le concours Eurovision de la chanson.